# コント AC-8
コント AC-8
- 用途：軽輸送機
- 設計者：アルフレッド・コント
- 製造者：コント
- 運用者：バルエア
- 生産数：3

コント AC-8 (Comte AC-8) は1930年代のスイスのコント社によって製造された6座の軽輸送機である。
前作であるAC-4と基本的な配置は同様だが5人の乗客を運ぶ小型旅客機として設計されており、支柱付きの高翼単葉機で標準的な尾翼と尾輪式の降着装置、それにパイロットと乗客を収容する閉鎖式のキャビンを持つ。動力はライトJ-6あるいはロレーヌいずれかの星形エンジンであった。
わずかに3機だけが製造された。

## 要目
- 乗員：1 名
- 乗客：5 名
- 全長：9.2 m (30 ft 22¼ in)
- 全幅：14.5 m (47 ft 6¾ in)
- 全高：2.9 m (9 ft 6 in)
- 翼面積：28 m² (301.4 ft²)
- 空虚重量：1115 kg (2,458 lb)
- 全備重量：1750 kg (3,858 lb)
- エンジン：1 × ライト J-6星型ピストンエンジン、224 kW (300 hp)
- 最大速度：214 km/h (133 mph)
- 航続距離：900 km (559 miles)
- 実用上昇限度：5000 m (16,405 ft)